# La Montagne, Haute-Saône
La Montagne là một xã ở tỉnh Haute-Saône trong vùng Franche-Comté phía đông nước Pháp.